# Eva Duijvestein
 Eva Duijvestein est une actrice néerlandaise
, née le 19 décembre 1976 à Delft.

## Filmographie

### Cinéma
- 2004 : Simon de Eddy Terstall : Ellen[2]
- 2007 : Kicks (nl) de Albert ter Heerdt[3]
- 2009 : Drop Dead! de Arne Toonen : Chantal[4]
- 2012 : Hemel de Sacha Polak : Emma[5]
- 2013 : Bro's Before Ho's (nl) de Steffen Haars et Flip van der Kuil[6]
- 2014 : Secrets of War (nl) de Dennis Bots : Mme Ramakers[7]
- 2015 : Rendez-vous (nl) de Antoinette Beumer : Rita[8]
- 2016 : Alberta de Eddy Terstall et Erik Wünsch[9]
- 2017 : 100 % Coco (nl) de Tessa Schram : Moeder Coco[10]

### Téléfilms
- 1993 : Oppassen!!! (nl) : Eva
- 1994-1995 : Onderweg naar Morgen : Reina de Zeeuw
- 1997 : SamSam (nl) : Floor
- 1998 : 12 steden, 13 ongelukken (nl) : Floor
- 2002-2005 : Meiden van De Wit (nl) : Floor de Wit
- 2005-2006 : Parels & Zwijnen (nl) : Daisy
- 2007 : Stille getuigen : La pathologiste Jessica
- 2009-2010 : De Co-assistent (nl) : Tara
- 2011 : In therapie (nl) : Lizzy van Veen-Smit
- 2012-2013 : Penoza (nl) : Pamela Ooms
- 2013 : Flikken Maastricht : Eline Samuels
- 2014 : Heer & Meester (nl) : Aimee de Beaufort
- 2014 : Divorce (nl) : Eva van Munster
- 2015 : Gouden Bergen (nl) : Eline Wolters
- 2016 : Weemoedt (nl) : Juliet Trispel